# Herpetogramma licarsisalis
Herpetogramma licarsisalis es una especie de polilla del género Herpetogramma, categorizada en la tribu Herpetogrammatini, de la subfamilia Spilomelinae. Fue descrita por Guenée en 1854.
La envergadura de las alas de la polilla es de unos 24 mm. La especie es estrictamente nocturna, y todas las etapas principales de su desarrollo (apareamiento, puesta de huevos, eclosión de las larvas jóvenes, alimentación de las larvas, muda, pupación y eclosión) tienen lugar durante la noche.

## Distribución
Se distribuye por territorio británico del océano Índico, Camerún, República Democrática del Congo, Egipto, Etiopía, Reunión, Madagascar, Malí, Sierra Leona, Sudáfrica, Sudán, Togo y Zimbabue.